# Umari
Umari este un oraș în statul Ceará (CE) din Brazilia.